# En psalm ur djupet
En psalm ur djupet är en psalm vars text är skriven av Fred Kaan och översatt till svenska av Tomas Boström. Musiken är skriven av Per Gunnar Petersson.

## Publicerad som
- Nr 845 i Psalmer i 2000-talet under rubriken "Människosyn, människan i Guds hand".